# Let There Be Rock (canción)
«Let There Be Rock» es una canción de la banda australiana de hard rock AC/DC. Es la tercera pista y el título de su álbum Let There Be Rock, publicado en marzo de 1977, y fue escrita por Angus Young, Malcolm Young, y Bon Scott.
También fue lanzado como sencillo, con un lado B de "Problem Child", en 1977.

## Video musical
El video musical fue grabado en julio de 1977 y contó con Bon Scott, Angus Young, Malcolm Young, Phil Rudd y Cliff Williams, quien reemplazó a Mark Evans como bajista de la banda poco después de que Let There Be Rock fuera lanzado a la venta. El video fue una de las primeras apariciones públicas de Williams con AC/DC.
La canción se hizo más conocida gracias al video musical, acusado de blasfemia de manera explícita porque, de hecho, se ve a la banda en una iglesia con Bon Scott vestido como un sacerdote con una túnica larga hasta los hombros y el pelo rizado, y el resto de la banda vestidos como monaguillos vestidos de verde con un halo de imitación. A mediados de la canción, Bon Scott se quita la sotana y se lo ve vestido de sadomasoquista.
De acuerdo con una entrevista con los hermanos Young, Bon Scott se lesionó en el último salto desde el podio. En la grabación de video y estudio, Bon también canta el pre-coro incorrectamente y la introducción antes de que aparezca la luz. Esto fue corregido durante las presentaciones en vivo de la canción. 
El video musical fue incluido en el DVD recopilatorio Family Jewels.

## Presentaciones en vivo
Siendo una de las canciones más populares de AC/DC, Let There Be Rock se ha incluido en cuatro de los cinco discos en vivo oficiales de la banda; If You Want Blood (You've Got It) (cantada por Bon Scott, 1978), Live: 2 CD Collector Edition (cantada por Brian Johnson, 1992), Let There Be Rock: The Movie (Scott, 1979), lanzada en 1997 como parte del box set Bonfire, y en Stiff Upper Lip Tour Edition (Johnson, 2001) con los últimos grabados de la Plaza de Toros de Madrid en 1996, y más recientemente en el DVD y BluRay Live at River Plate (Johnson, 2009).
Las presentaciones en directo de la canción tienen a menudo una sección que no se incluye en la versión de estudio, con Angus Young realizando un largo solo sin acompañamiento. Es más conocido por una sección en la que interpreta diferentes arpegios a partir de si mayor y termina en mi mayor.
Es la última canción se reproduce en Let There Be Rock: The Movie y en la conclusión inmediata de las palabras, "Para Bon", aparecen en la pantalla.

## Versiones de la cubierta
- El grupo de punk rock australiano, Hard-Ons, grabó una versión con Henry Rollins en la voz principal, y la publicó como sencillo y EP en 1991.

- Deca Loših Muzičara, una banda de rock serbio, grabó una versión cover de la canción en 1997.

- Onslaught, una banda de thrash metal inglés, grabó una versión cover de la canción en 1989 por su álbum In Search of Sanity.
- la banda de Glam Metal L.A Guns hizo su versión para su album de covers Covered in Guns (2010).

## Apariciones en la cultura popular
Let There Be Rock es una canción jugable en el videojuego Rock Band 2. Un anuncio de televisión para el juego presenta unos labios de hombre sincronizados a un clip de la canción, mientras que otros se muestran tocando los instrumentos al tiempo de la música. Además, la versión de Let There Be Rock de Donington también está disponible en el AC/DC Live: Rock Band Track Pack.
La canción también fue aludido en el Drive-By Truckers en canción del mismo nombre a partir de 2001 de Southern Rock Opera. La canción menciona específicamente a Bon Scott, así como otras estrellas del rock fallecidos como Randy Rhoads y los miembros de Lynyrd Skynyrd.

## Personal
- Bon Scott - Voz
- Angus Young - Guitarra
- Malcolm Young - Guitarra rítmica
- Mark Evans - Bajo
- Phil Rudd - Batería

## Producción
- Harry Vanda - productor
- George Young - productor